# Nordisk kombination

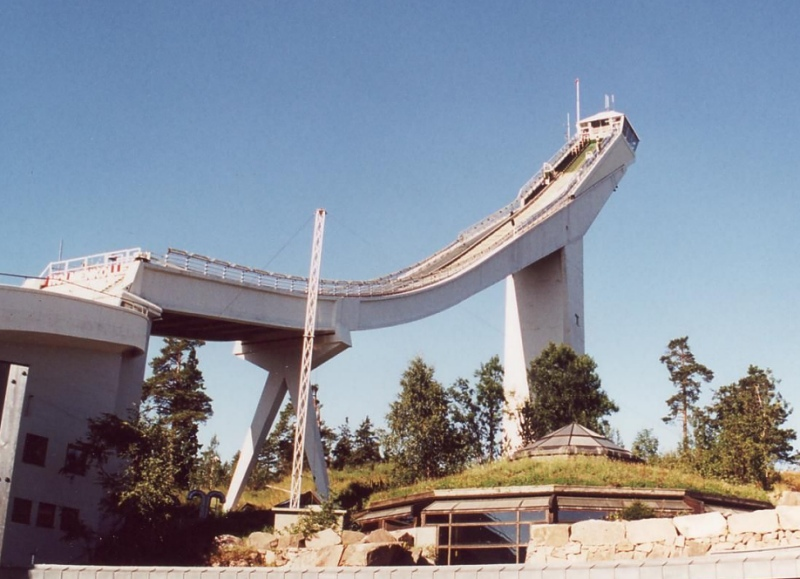
Backhoppning...

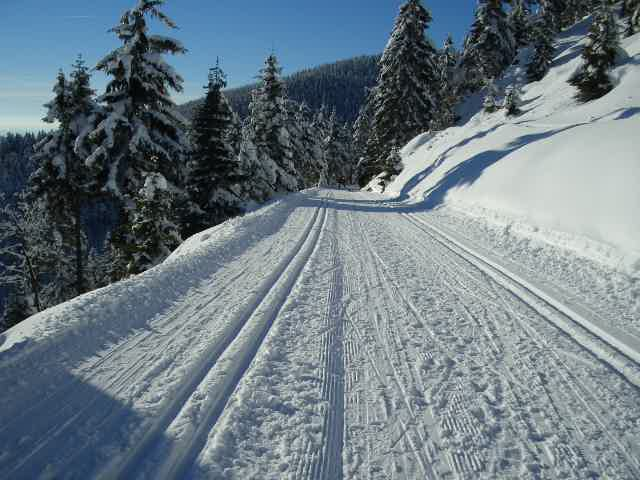
... och längdskidåkning.

Nordisk kombination (NOK), är en inriktning inom nordisk skidsport som består av tävlingar i backhoppning och längdåkning, där resultaten från båda grenarna räknas samman. Nordisk kombination har utövats sedan slutet av 1800-talet då man började i Norge, och fanns med då tävlingarna i Holmenkollen hade premiär 1892, och ingår sedan 1924 i de olympiska vinterspelen.
Numera tävlar man i fyra grenar, individuellt i stor backe respektive normal backe samt två lagtävlingar. De individuella tävlingarna består av ett backhopp och ett skidlopp i fri teknik på 10 km. I den ena lagtävlingen tävlar man med fyra personer i varje lag. Varje tävlande genomför ett hopp var i normal backe innan tävlingen avslutas med en stafett på 4x5 kilometer i fri teknik. I den andra lagtävlingen (sprint) ingår två personer i laget och båda hoppar varsitt hopp i stor backe innan de skidar en stafett på 2x7,5 kilometer i fri teknik.
Tidigare bestod den äldsta individuella grenen av två backhopp i normal backe följt av ett 15 km långt skidlopp (grenen kallades även Gundersen). Den andra individuella grenen tillkom i slutet av 1990-talet och bestod av ett hopp i stor backe följt av ett skidlopp på 7,5 km (grenen kallades även Sprint).
Fram till slutet av 1950-talet körde man först skidloppet innan man genomförde backhoppningen. I dag inleder man med backhoppningen och resultatet där ger sedan 1985 startlistan i skidloppet som genomförs i jaktstartsform. Denna metod kallas för Gundersenmetoden efter dess upphovsman Gunder Gundersen. Hur långt efter man får starta i skidmomentet beror på hur många poäng efter man är i backhoppningen. 15 poäng i backhoppningen motsvarar 1 minut i skidåkningen (gäller ej i lag). 
Nordisk kombination är populärt i länder som Finland, Japan, Norge, Tyskland och Österrike, under 2000-talet har även USA kommit alltmer. I Sverige, där svenska mästerskapen hade premiär 1910, var nordisk kombination tidigare ganska populärt, men har sedan 1970-talet minskat i popularitet och antalet utövare.
Sedan 1980-talet hålls även lagtävlingar på internationell nivå, sedan 1982 i världsmästerskapssammanhang och sedan 1988 även i olympiska sammanhang.
Det internationella skidsportförbundet anordnade ännu inte vid 2010-talets början några damtävlingar. I oktober 2013 började FIS dock, på norskt initiativ, utvärdera frågan och i början av november 2016 beslutades att damtävlingar på FIS-nivå skulle införas under andra halvan av 2010-talet, vid världsmästerskap från 2021 och vid olympiska vinterspel från 2022. I maj 2018 beslutade FIS under sin kongress i Grekland att börja låta damerna tävla i världsmästerskap från 2021.